# 21453 Victorlevine
A 21453 Victorlevine (ideiglenes jelöléssel 1998 HA33) a Naprendszer kisbolygóövében található aszteroida. A LINEAR projekt keretében fedezték fel 1998. április 20-án.